# Chlewiccy herbu Odrowąż

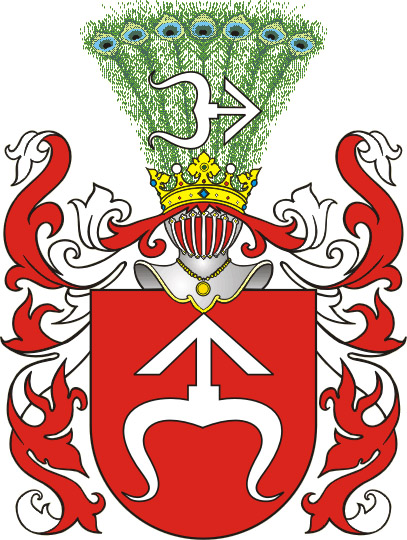
Herb Odrowąż

Chlewiccy – polski ród senatorski, boczna linia rodu Odrowążów. Nazwisko przyjęło trzech synów Dobiesława Odrowąża: Jakub, Mikołaj i Piotr, od nazwy siedziby rodowej Chlewisk. Z rodziny tej wywodzi się między innymi Mikołaj Chlewicki, kasztelan małogoski, dowódca eskorty Jana Kazimierza podczas ucieczki na Śląsk, Józef Chlewicki, komendant Cytadeli Warszawskiej i Andrzej Chlewicki, honorowy obywatel miasta Oświęcim, działacz niepodległościowy. Legitymują się herbem Odrowąż.